# Michail Michajlow
Michail Michajlow (bulgarisch Михаил Михайлов, engl. Transkription Mihail Mihaylov; * 4. März 1973) ist ein ehemaliger bulgarischer Fußballspieler.

## Laufbahn
Michajlow begann das Fußballspielen bei Welbaschd Kjustendil, ehe er zum bulgarischen Spitzenklub Lewski Sofia wechselte. 2000 wurde der Stürmer vom Bundesligaabsteiger SSV Ulm 1846 verpflichtet, konnte sich jedoch bei den Spatzen nicht durchsetzen und kam nur auf fünf Zweitligapartien, in denen ihm kein Tor gelang. Nachdem der Verein 2001 in den Amateurbereich abgestiegen war, ging Michajlow zurück nach Bulgarien zu Lewski Kjustendil.